# Amt Kronskamp

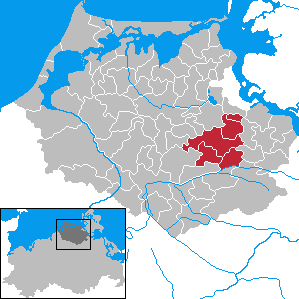
Amt Kromskamp im Landkreis Nordvorpommern

Im Amt Kronskamp im ehemaligen Landkreis Nordvorpommern in Mecklenburg-Vorpommern, das seit 1992 existierte, waren die fünf Gemeinden Elmenhorst, Papenhagen, Stoltenhagen, Wittenhagen und Zarrendorf zur Erledigung ihrer Verwaltungsgeschäfte zusammengeschlossen.
Das Amt Kronskamp wurde am 1. Januar 2004 aufgelöst. Die Gemeinde Papenhagen wurde in das Amt Franzburg-Richtenberg, die Gemeinden Elmenhorst und Wittenhagen in das Amt Miltzow und die Gemeinde Zarrendorf in das Amt Niepars eingegliedert. Die vormals selbständige Gemeinde Stoltenhagen wurde nach Grimmen eingemeindet.

## Belege
1. ↑  Gebietsänderungen 2004 (PDF-Datei; 62 kB), Statistisches Landesamt MV